# مائوریتزیو کاتلان
مائوریتزیو کاتلان (انگلیسی: Maurizio Cattelan؛ زادهٔ ۲۱ سپتامبر ۱۹۶۰) عکاس، نقاش، هنرمند تجسمی، و طراح اهل ایتالیایی است. کار کاتلان که عمدتاً به‌خاطر مجسمه‌ها و چیدمان‌های فراواقع‌گرایانه‌اش شناخته می‌شود، شامل انتخاب، سازماندهی و مراقبت و انتشار مجموعه‌ها نیز می‌شود. رویکرد طنز او به هنر باعث شده است که به‌عنوان جوکر دنیای هنر شناخته شود. آثار کاتلان که یک هنرمند خودآموخته است، در سطح بین‌المللی در موزه‌ها و دوسالانه‌ها به نمایش درآمده است. کاتلان مهم‌ترین آثار هنری خود را در میلان جایی که سال‌ها در آن‌جا زندگی کرد، خلق کرده است.
در سال ۲۰۱۱ موزه گوگنهایم در شهر نیویورک، آثار گذشته او را مرور کرد. برخی از آثار شناخته‌شده کاتلان عبارتند از آمریکا؛ که یک توالت طلاست، ساعت نهم؛ که مجسمه‌ای از پاپ سقوط‌کرده را به تصویر می‌کشد. در این اثر شهاب‌سنگی با پاپ برخورد کرده است. و کمدین که یک موز تازه چسبانده‌شده به دیوار است.

## آثار برگزیده

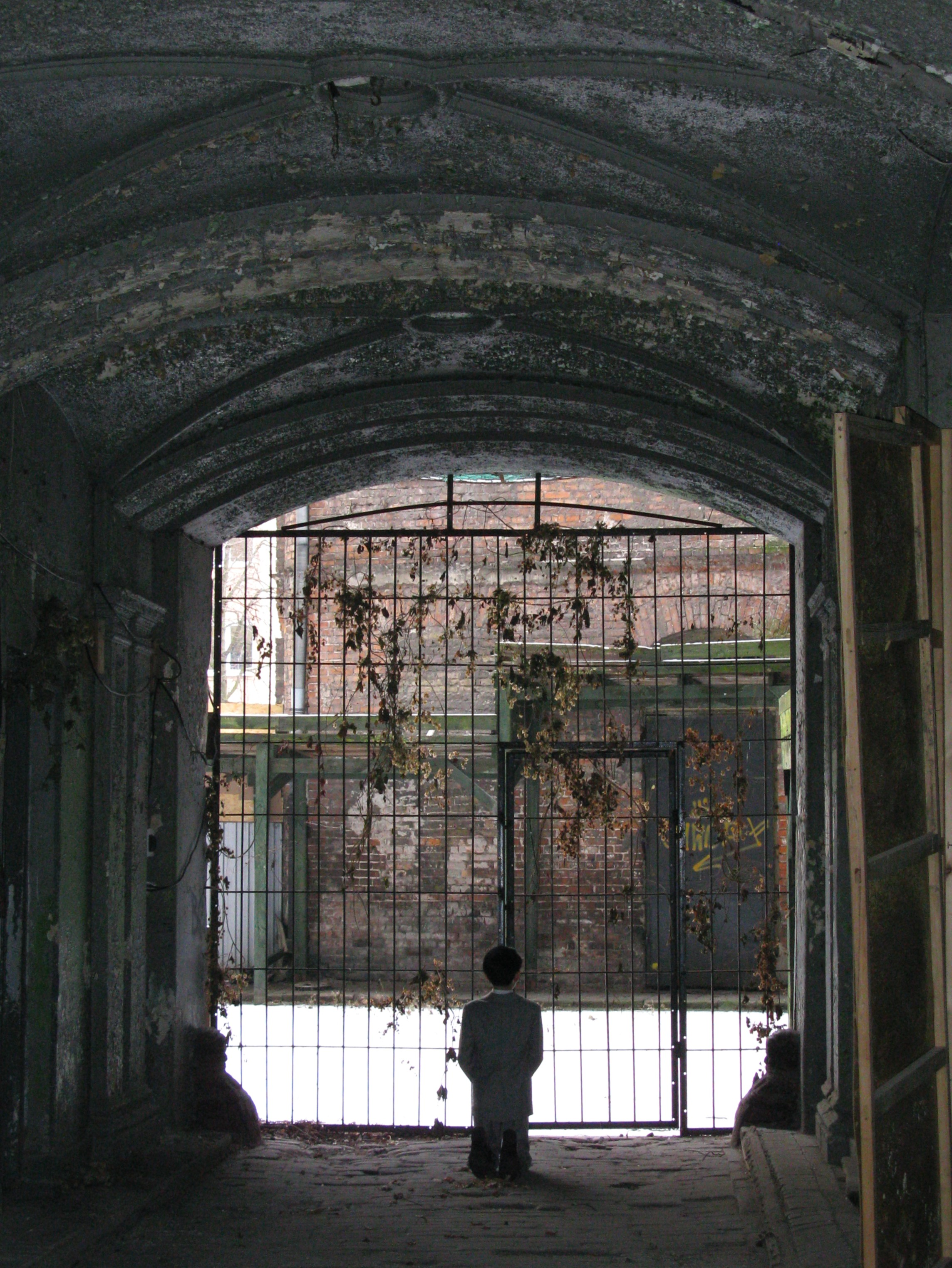
او اثر مائوریتزیو کاتلان، آدولف هیتلر را در حال زانو زدن در نماز نشان می‌دهد که در حیاطی در گتوی ورشو به نمایش گذاشته شده است.

- کار کردن شغل بدی است (۱۹۹۳): در بینال ونیز در سال ۱۹۹۳، او فضای اختصاص‌داده‌شده به خود را به یک آژانس تبلیغاتی اجاره داد، و بیلبوردی برای تبلیغ یک عطر جدید نصب کرد.[۲]
- پروتین، خرگوش را پیدا خواهد کرد (۱۹۹۵)، که در آن او امانوئل پروتین، گالریست خود را متقاعد کرد که یک لباس غول‌پیکر صورتی خرگوش به شکل فالوس در افتتاحیه گالری کاتلان بپوشد.[۳]
- یک ساخته لعنتی دیگر (۱۹۹۶): برای نمایشگاهی در مرکز هنرهای د اپل در آمستردام، او کل محتوای نمایش هنرمند دیگری را از یک گالری در آن نزدیکی به‌عنوان یک اثر یافت‌شده از یک تالار هنری به سرقت برد، با این ایده کلیت که این کار را به‌عنوان یک اثر به نمایش بگذارد. تا اینکه پلیس او را تهدید به سرقت کرد و او بازگرداند.[۲]
- توریستی (۱۹۹۷)، کبوترهای تاکسیدرمی‌شده و مدفوع کبوترهای مصنوعی در پاویون ایتالیا در دوسالانه ونیز در سال ۱۹۹۷ به نمایش گذاشته شد.[۴]
- در سال ۱۹۹۷ در کنسرسیوم در دیژون، کاتلان سوراخی به شکل تابوت در کف گالری اصلی موزه حفر کرد.[۵]
- مادر (۱۹۹۹): در دوسالانه ونیز در سال ۱۹۹۹ کاتلان پروژه‌ای که شامل یک فقیر هندی بود اجرا کرد، که مراسم روزانه دفن شدن در زیر شن و ماسه را در یک اتاق کوچک، با دستان به هم گره شده‌اش انجام می‌داد.[۶]
- بدون عنوان (۲۰۰۱)، چیدمانی برای موزه بویمانس فان بنینگن در روتردام که هنرمند را در حال تماشای شیطنت‌آمیز از سوراخی در زمین در گالری استادان هلندی قرن هفدهمی به تصویر می‌کشد.[۲]
- او (۲۰۰۱): مجسمه‌ای شبیه به یک پسر مدرسه‌ای که در حال نماز زانو زده است، با این تفاوت که سرش با سری شبیه آدولف هیتلر جایگزین شده است.
- برای بخشی از دوسالانه ونیز در سال ۲۰۰۱، یک نشان هالیوود در اندازه واقعی‌اش را بر روی بزرگ‌ترین محل زباله در پالرمو، سیسیل نصب کرد.

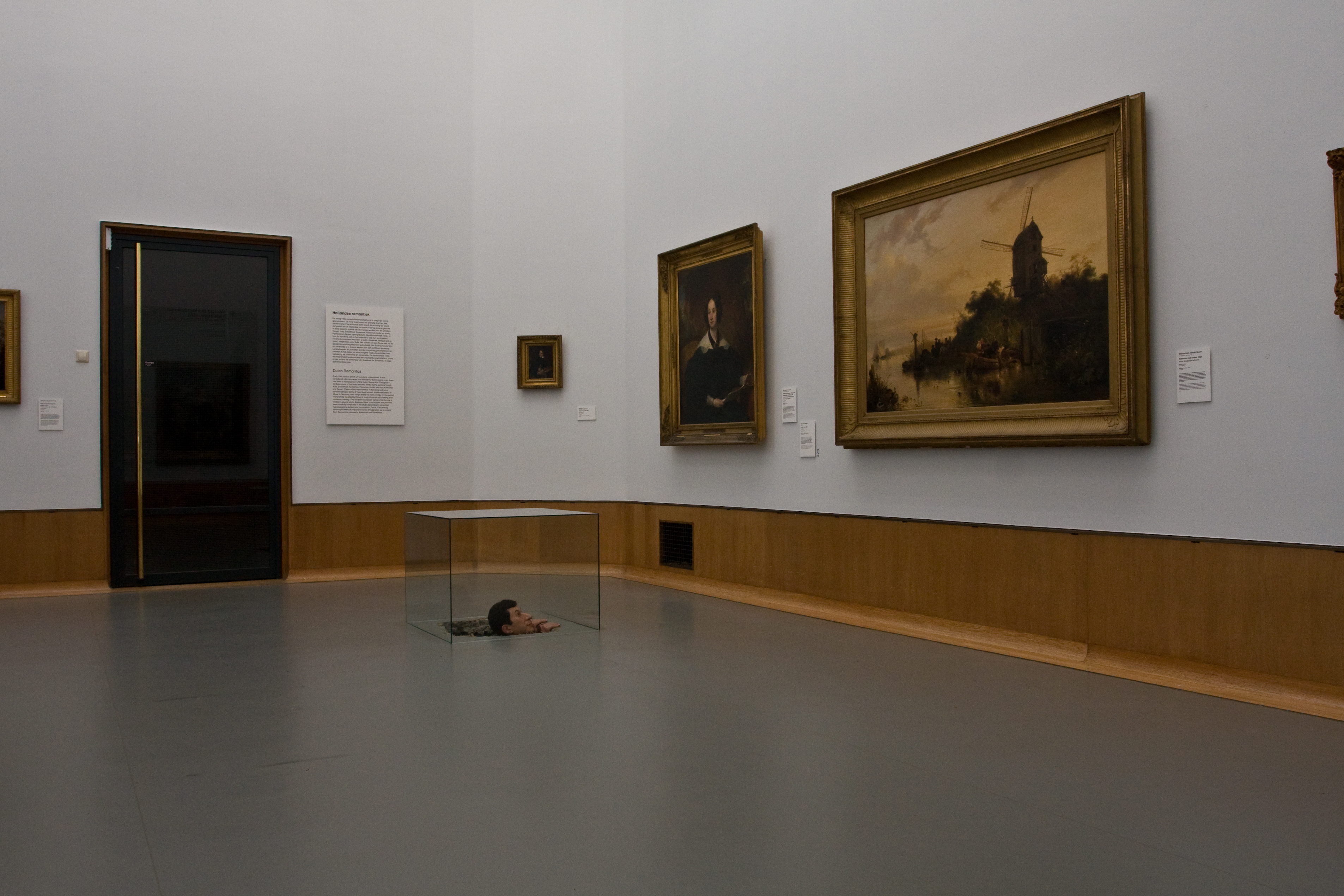
بدون عنوان (۲۰۰۱) در موزه بویمانس فان بنینگن در روتردام، هلند

- توریستی (۲۰۱۱)، برای دوسالانه ونیز ۲۰۱۱؛ از سال ۲۰۰۰ کبوتر مومیایی‌شده ساخته شده بود که نباید با توریستی (۱۹۹۷) با نام مشابه اشتباه شود.[۷]
- آمریکا (۲۰۱۶)، توالت طلای ۱۸ عیار، از نمایشگاهی در انگلستان در سال ۲۰۱۹ به سرقت رفت.
- کمدین (۲۰۱۹)، یک موز چسبانده‌شده به دیوار، نمایش داده شده در آرت بازل. این موز توسط هنرمند گرجستانی دیوید داتونا (۱۹۷۴–۲۰۲۲) در یک اثر هنر پرفورمنس به نام هنرمند گرسنه خورده شد.
- کور (۲۰۲۱)، یادبودی برای قربانیان حملات ۱۱ سپتامبر، با تک‌سنگ رزین سیاهی که یکی از برج‌های مرکز تجارت جهانی را نشان می‌دهد که توسط شبح یک هواپیمای جت قطع شده است.[۸]